# Quintenic
Quintenic (tiếng Breton: Kistenid, Gallo: Qeintenit) là một xã của tỉnh Côtes-d’Armor, thuộc vùng Bretagne, tây bắc Pháp.

## Dân số
Người dân ở Quintenic được gọi là Quintenicais.